# Рак (галиот)
«Рак» — галиот Балтийского флота Российской Империи, участник Семилетней войны 1756—1763 годов, в том числе блокады Мемеля. В течение службы по большей части использовался в качестве транспортного и гидрографического судна.

## История службы
Точное место и время постройки галиота «Рак» не установлено, вероятно около 1750 года. После спуска на воду вошёл в состав Балтийского флота России. Сведений о корабельном мастере, построившем судно, также не сохранилось.
С 1751 года использовался для грузовых перевозок между портами Финского залива. В 1753 году совершил плавание из Кронштадта в Данциг, откуда доставил вина для двора императрицы Елизаветы Петровны. В мае 1755 года использовался для установки вех между Кронштадтом и островом Гогланд, а с июня по август того же года совершал плавания между Кронштадтом, Любеком и Данцигом. В 1756 году вновь использовался для доставки из Данцига венгерских вин для двора императрицы.
Принимал участие в Семилетней войне 1756—1763 годов. 1 (12) мая 1757 года ушёл из Кронштадта к Мемелю с отрядом капитана 3-го ранга А. Валронда, в составе которого с июня по сентябрь принимал участие в блокаде крепости. После капитуляции Мемеля перешёл в Ревель. В том же году совершал плавания между Кронштадтом и Мемелем в составе отряда капитана 2-го ранга Н. И. Ляпунова.
В 1758 году использовался для грузовых перевозок между портами Финского залива, следующем 1759 году — для доставки грузов в Кёнигсберг и Мемель. В 1764 году использовался в качестве лоц-галиота и транспортного судна. В 1765 и 1766 годах состоял на грузовых перевозках между портами Финского и Рижского заливов, в том числе заходил в Ревель, Ригу и Пернов. В 1770 году галиот «Рак» был исключён из списков судов Балтийского флота.

## Командиры судна
Командирами галиота «Рак» в разное время служили:
- лейтенант М. Б. Лебядников (1751 год)[6];
- штурман Росс (1753 год)[7];
- корабельный секретарь И. Т. Голенищев-Кутузов меньшой (1755 год)[8];
- унтер-лейтенант А. Т. Поливанов (1756 год)[9];
- унтер-лейтенант В. Я. Аболешев (1757 год)[4];
- штурман ранга поручика В. Бычков (1758 год)[10];
- лейтенант А. Т. Поливанов (1759 год)[9];
- поручик Г. Ф. Баженов (1764 год)[11];
- лейтенант Н. Д. Реутов (1765—1766 годы)[12].

### Комментарии
1. ↑  Точное время постройки не установлено, указан вероятный год постройки.